# 戸部警察署内被疑者死亡事件
戸部警察署内被疑者死亡事件（とべけいさつしょないひぎしゃしぼうじけん）とは、1997年（平成9年）11月8日に神奈川県戸部警察署の取調室内で被疑者が発砲により死亡した事件である。

## 解説
1997年（平成9年）11月8日、銃砲刀剣類所持等取締法違反容疑により取り調べを受けていた55歳の金融業者の男性が、取調べ中の刑事から証拠品として提示された拳銃とビニール袋に入った弾丸を用いて自らの左胸に発砲し貫通、約30分後に出血多量で死亡したとされる。この事件は死亡場所が取調室という特殊な環境だったために、他殺も疑われマスメディアに疑惑として大きく報じられた。また遺族が刑事による発砲を疑い提訴を行って一度は勝訴したが、国および神奈川県警がこれを不服として控訴。最終的に最高裁判所において自殺説が確定した。